# Simon Zimny
Simon Zimny (18 de maig de 1927 – 3 d'abril de 2007) va ser un futbolista professional francès que jugava com a defensa.
Va jugar com a titular la final de la Copa d'Europa de 1956, que l'Stade de Reims va perdre contra el Madrid 4-3 a i que inauguraría una ratxa de cinc victòries consecutives dels madrilenys en aquesta competició.

## Vida personal
Zimny va néixer a França i era d'ascendència polonesa.